# Bassala Touré
Bassala Touré (Bamako, Malí, 21 de febrero de 1976) es un exfutbolista de Malí que jugaba en la posición de centrocampista.

## Carrera

### Club
| Periodo   | Club             |
| --------- | ---------------- |
| 1992      | Stade Malien     |
| 1993-1994 | Kawkab Marrakech |
| 1997-1998 | Al-Arabi Kuwait  |
| 1998–2002 | Athinaikos FC    |
| 2002–2004 | AO Kerkyra       |
| 2004–2009 | Levadiakos FC    |
| 2009–2010 | GS Ilioupolis    |

### Selección nacional
Debutó con Malí el 29 de agosto de 1992 en un empate 1-1 ante Malaui en Blantyre por la clasificación para la Copa Africana de Naciones de 1994. Su primer gol internacional llegó seis días después en la victoria por 2-0 ante Marruecos en Bamako por la misma competición y su retiro internacional fue el 29 de enero de 2008 en la derrota por 0-3 ante Costa de Marfil en la Copa Africana de Naciones 2008, jugando 95 partidos internacionales y anotó 17 goles.